# Jermaine Jenas
Jermaine Anthony Jenas (født 18. februar 1983) er en engelsk tidligere fodboldspiller.
Han begyndte sin karriere i Nottingham Forest, og skiftede til Newcastle United i Premier League for £5 million da han var 18 år gammel. Efter tre sæsoner i Newcastle United, skiftede Jenas til Tottenham Hotspur for £7 million, hvor han scorede 21 mål i 155 ligakampe. Han skiftede til Queens Park Rangers i januar 2013.
Han spillede adskillige kampe for det engelske fodboldlandshold, og han deltog også ved VM i fodbold 2006.